# Василевский, Юзеф
Юзеф Василевский (1759, Витебск — 29 января 1831, Варшава) — бригадный генерал Войска Варшавского герцогства и Войска Царства Польского.

## Биография
Представитель польского шляхетского рода Василевских герба Држевица.
В 1775—1781 годах учился в Рыцарской школе в Варшаве. В доказательство высочайшего отличия он остался в Школе рыцарей учителем арифметики и геометрии. В польско-русскую войну 1792 года регимент-квартирмейстер во 2-м Коронном пехотном полку. Во время польского восстания Костюшко в 1794 году майор в генеральном квартирмейстерстве. После падения восстания он эмигрировал и с 1797 года служил в польских легионах в Италии. Адъютант Яна Генрика Домбровского. С 1799 года батальонный начальник, затем штаб-офицер Дунайского легиона. Принимал участие в войне против австрийцев. В качестве эмиссара польских организаций выехал в Польшу.
В 1806 года полковник и командир пехотного полка. В дивизии Яна Генрика Домбровского он совершал походы против пруссаков. Затем он перешел на должность главы армейской администрации Варшавского герцогства. Затем шеф 5-го отдела Военного управления Военного министерства (1811 г.), генеральный комиссар-ординар армии. Генерал с 1812 года. В отступных боях под Москвой на реке Березине попал в плен к русским. Интернирован в Тамбове.
С 1815 года служил в армии Царства Польского, в том числе комендант крепости Замосць. В 1820—1821 годах командир кадетского корпуса в Калише. В результате раздражения с великим князем Константином Павловичем он попросил его отставки. Он получил отставку на очень плохих условиях и бедствовал в Варшаве, где и умер.
С 1802 года он был членом-корреспондентом Варшавского общества друзей наук.
Он был членом масонской ложи United Brothers в 1820 году.

## Ордена
- Рыцарский крест ордена Virtuti Militari[6]
- Рыцарский крест французского ордена Почетного легиона[6]